# Elecciones estatales extraordinarias de Chiapas de 2022
Las elecciones estatales extraordinarias de Chiapas de 2022 se realizaron el domingo 3 de abril de 2022. En ellas se convocó a seis municipios de Chiapas a renovar sus ayuntamientos: Emiliano Zapata, El Parral, Frontera Comalapa, Honduras de la Sierra, Siltepec y Venustiano Carranza. Los ayuntamientos electos inician su mandato el 1 de junio de 2022. En los municipios de Frontera Comalapa y Honduras de la Sierra se cancelaron las elecciones extraordinarias por amenazas de violencia. En ambos casos el Congreso del Estado de Chiapas establece concejos municipales para regirlos hasta 2024.

## Antecedentes
En las elecciones estatales de 2021 se renovaron los ayuntamientos de 123 municipios del estado de Chiapas. De ellos en seis no se establecieron ayuntamientos. En Siltepec las elecciones se cancelaron por amenazas de violencia durante la votación. En Venustiano Carranza no se pudieron instalar las urnas por actos de violencia derivados de un conflicto agrario. En Honduras de la Sierra tampoco se instalaron las urnas debido a la negativa de una parte de la población a que la entidad se establezca como municipio independiente. En Emiliano Zapata y El Parral se anularon las elecciones debido a la quema de urnas durante el proceso electoral. Y las elecciones de Frontera Comalapa fueron declaradas nulas por el Tribunal Electoral del Estado de Chiapas debido a irregularidades en el recuento de votos.
Adicionalmente el Tribunal Electoral del Estado de Chiapas decidió en agosto de 2021 convocar elecciones extraordinarias en el municipio de San Cristóbal de Las Casas por irregularidades en la entrega de boletas tras la votación. Sin embargo, en septiembre de ese año el Tribunal Electoral del Poder Judicial de la Federación revirtió la decisión del tribunal estatal y reconoció como válidas las elecciones municipales.

## Proceso electoral
En las elecciones extraordinarias tienen derecho a participar doce partidos políticos: Siete son partidos con registro nacional vigente: Partido Acción Nacional, Partido Revolucionario Institucional, Partido de la Revolución Democrática, Partido del Trabajo, Partido Verde Ecologista de México, Movimiento Ciudadano y Movimiento Regeneración Nacional. Adicionalmente se permite la participación de los tres partidos nacionales que perdieron su registro tras las elecciones estatales de 2021: Partido Encuentro Solidario, Fuerza por México y Redes Sociales Progresistas. E igualmente participan los partidos políticos estatales Chiapas Unido y Mover a Chiapas, junto con el Partido Popular Chiapaneco, cuya participación se permite a pesar de haber perdido su registro tras las elecciones ordinarias de 2021. El periodo de campaña para las elecciones dura una semana, del 21 de marzo al 28 de marzo de 2022. Las elecciones se realizan el domingo 3 de abril de 2022, de las 8 de la mañanan a las 6 de la tarde. Los ayuntamientos electos inician su mandato el 1 de junio de 2022.